# Episodi di Vikings: Valhalla (terza stagione)
La terza e ultima stagione della serie televisiva Vikings: Valhalla, composta da otto episodi, è stata interamente pubblicata sul servizio di streaming on demand Netflix l'11 luglio 2024 in tutti i paesi in cui è disponibile.
| nº | Titolo originale     | Titolo italiano     | Pubblicazione  |
| -- | -------------------- | ------------------- | -------------- |
| 1  | Seven Years Later    | Sette anni dopo     | 11 luglio 2024 |
| 2  | Honour and Dishonour | Onore e disonore    | 11 luglio 2024 |
| 3  | Lost                 | Perduto             | 11 luglio 2024 |
| 4  | The End of Jomsborg  | La fine di Jomsborg | 11 luglio 2024 |
| 5  | Greenland            | Groenlandia         | 11 luglio 2024 |
| 6  | Return to Kattegat   | Ritorno a Kattegat  | 11 luglio 2024 |
| 7  | Hardrada             | Hardrada            | 11 luglio 2024 |
| 8  | Destinies            | Destini             | 11 luglio 2024 |